# Baia di Buzzards
La baia di Buzzards è una baia dell'Oceano Atlantico adiacente al Massachusetts (Stati Uniti). Misura 45 km di lunghezza per 12 km di larghezza ed è una rinomata meta turistica. Dal 1914, la Baia di Buzzards è collegata alla baia di Capo Cod dal canale di Capo Cod. Nel 1988, come conseguenza del Clean Water Act, la Environmental Protection Agency e lo Stato del Massachusetts hanno inserito la baia di Buzzards nel National Estuary Program, per proteggerla dall'inquinamento e da altri abusi del territorio.

## Geografia
È circondata a sud dalle Elizabeth Islands, da capo Cod a est, dalle contee di Bristol e Plymouth a nordest. A sudest la baia si collega a una striscia di mare denominata Rhode Island Sound. La cittadina di New Bedford è storicamente il porto più importante della baia e a metà del XIX secolo ospitava numerose baleniere.

## Geologia
La baia di Buzzards si è formata verso la fine del Pleistocene dalla combinazione tra processi glaciali e oceanici. Tra i 50-70.000 anni fa, i ghiacciai che coprivano gran parte del Nord America cominciarono a ritirarsi lasciandosi dietro delle spesse morene, una delle quali diede vita a capo Cod, che di fatto racchiude il lato orientale della baia di Buzzards. Sciogliendosi, il ghiaccio ha formato delle pianure composte di sedimenti (note come Sandur) e punteggiate di kettle. Infine, l'acqua derivante dallo scioglimento dei ghiacci ha raggiunto il livello del mare sommergendo le porzioni di territorio meno elevate (al di sotto dei 60-120 metri) e formando la baia come la vediamo oggi.

## Storia
I coloni battezzarono la baia col nome di Buzzard (poiana, in italiano) perché sulle sue coste si potevano vedere questi grossi volatili. Si trattava in realtà di falchi pescatori, che tuttora popolano la zona.
Nel 1936 la baia fu lo scenario di uno dei tre attacchi di squalo fatali nella storia del Massachusetts.
Nel 1991, le cittadine localizzate nella baia di Buzzards subirono i danni peggiori provocati dall'uragano Bob.
Il 27 aprile 2003, a causa di una falla in una chiatta, 98.000 galloni di petrolio si riversarono nelle acque della baia uccidendo migliaia di uccelli e devastando il mercato delle ostriche. Questo evento è noto come "il disastro della baia di Buzzards".

## Isole nella baia di Buzzards
- Amrita
- Bassetts
- Bird
- Isole Elizabeth
  - Bachelor
  - Baret
  - Cuttyhunk
  - Nashawena
  - Naushon
  - Nonamesset
  - Pasque
  - Penikese
  - Uncatena
  - Veckatimest
  - Weepecket
- Gull
- Monohansett
- Onset
- West
- Wickets